# Зоботтка, Марсель
Марсель Зоботтка (нем. Marcel Sobottka; род. 25 апреля 1994, Гельзенкирхен, Северный Рейн-Вестфалия) — немецкий футболист, опорный полузащитник клуба «Фортуна» (Дюссельдорф).

## Карьера

### Клубная
Марсель Зоботтка является выпускником академии «Шальке».
16 июля 2015 года Зоботтка перешëл в «Фортуну» из Дюссельдорфа, получив 31 номер в команде и контракт до 2018 года.
Дебют на профессиональном уровне в футболе у Марселя состоялся 22 августа 2015 года в встрече против «Фрайбурга». Свой же первый матч в Кубке Германии Зоботтка провёл 27 октября 2015 года, проиграв 1:5 «Нюрнбергу».
20 июня 2017 года Марсель Зоботтка продлил контракт с «Фортуной» на 5 лет.
В 2019 году в игре 13-го тура Бундеслиги с «Хоффенхаймом» Зоботтка получил травму, сломав нос.
18 мая 2022 года продлил контракт с клубом до середины 2025 года.

### Сборная
6 сентября 2013 года Зоботтка был вызван в сборную Германии до 20 лет. За неё немец сыграл в товарищеском матче против сборной Польши, выйдя на замену на 45 минут.

## Достижения
«Фортуна» Дюссельдорф
- Победитель Второй Бундеслиги: 2017/18